# Антс Антсон
Антс Артурович Антсон (ест. Ants Antson; 11 листопада 1938, Таллінн — 31 жовтня 2015) — естонський ковзаняр, що виступав за Радянський Союз, олімпійський чемпіон, чемпіон Європи в класичному багатоборстві (1964), прапороносець збірної Естонії на церемонії відкриття Зимових Олімпійських ігор 1992.

## Спортивна кар'єра
Зоряний час Антса Антсона настав у 1964 році. 18-19 січня в Осло він виборов звання чемпіона Європи в класичному багатоборстві, а 6 лютого на Олімпійських іграх 1964 в Інсбруку став олімпійським чемпіоном на дистанції 1500 м. На цих же іграх на дистанції 10 000 м він був п'ятим. Представляв товариство «Калев». 1964 року за видатні досягнення отримав значок почесного члена спортивного товариства «Калев».

### Світовий рекорд
11 лютого 1964 року в Осло Антсон встановив світовий рекорд на дистанції 3000 м.
| дисципліна | час    | дата           | місце |
| ---------- | ------ | -------------- | ----- |
| 3000 м     | 4:27,3 | 11 лютого 1964 | Осло  |

### Виступи на Олімпіадах
| Олімпіада     | Дисципліна | Місце |
| ------------- | ---------- | ----- |
| Інсбрук 1964  | 1500 м     | 1     |
| Інсбрук 1964  | 10000 м    | 5     |
| Гренобль 1968 | 1500 м     | 12    |

## Сім'я
Був одружений з 1965 року по 1972 рік на естонській кіноакторці Еві Ківі. У пари народився син Фред (1968). Вдруге був одружений з Ене Антсон.